# Calatayud (vino)
Calatayud en una denominación de origen protegida española para los vinos generados en la zona geográfica localizada en la parte más occidental de la provincia de Zaragoza; cuenta con 16 bodegas productoras diseminadas por el conjunto de su territorio, y su viñedo está distribuido por 46 municipios, en una zona enmarcada por las formaciones montañosas del macizo del Moncayo y que se organiza alrededor de una compleja red fluvial formada por varios afluentes del río Ebro: Jalón, Jiloca, Perejiles, Manubles, Mesa, Piedra y Ribota. La superficie que ocupa se extiende sobre un terreno excepcional para el cultivo de la vid. Las características de sus vinos son el resultado de la interacción del microclima, de la amplia gama de suelos y de una uva, como es la garnacha, con una perfecta adaptación a la zona, tal que produce unos vinos con una marcada personalidad.
La Denominación de Origen Calatayud es la más joven de las cuatro vitivinícolas que existen en Aragón, lo que sin embargo no prejuzga la larga tradición en la elaboración de vinos y derivados que atesora esta comarca. La declaración de creación de la DO Calatayud data de 1989, aunque no fue hasta el año siguiente cuando se publicó formalmente, por lo que oficialmente data de 1990. Por tanto, pese a su juventud, se puede hablar ya de una DO madura, que ha forjado su personalidad y que tiene un prometedor futuro por delante. 
Esta indicación geográfica se asienta sobre la existencia de varias cooperativas dedicadas a la elaboración del vino en distintas localidades y también de una serie de bodegas privadas, algunas dedicadas a esta actividad desde finales del siglo XIX. En cualquier caso, la actividad vitivinícola que sirve de base a la DO tiene que ver con la acción de bodegas y cooperativas que en el último cuarto de siglo XX comenzaron primero a embotellar parte sus vinos, hasta entonces vendidos a granel en su gran mayoría y, posteriormente, avanzaron con rapidez en el camino de la calidad, con la vista puesta en incrementar las ventas principalmente por medio de la exportación. 
Esta denominación obtuvo su registro ante la Unión Europea el 20 de junio de 1992. También cuenta con registro ante la Organización Mundial de la Propiedad Intelectual desde 22 de junio de 2021.
Municipios que forman parte de la DO Calatayud:
Abanto, Acered, Alarba, Alhama de Aragón, Aniñón, Ariza, Atea, Ateca, Belmonte de Gracián, Bubierca, Calatayud, Carenas, Castejón de las Armas, Castejón de Alarba, Cervera de la Cañada, Cetina, Clarés de Ribota, Codos, El Frasno, Fuentes de Jiloca, Godojos, Ibdes, Jaraba, Maluenda, Mara, Miedes, Monterde, Montón, Morata de Jiloca, Moros, Munébrega, Nuévalos, Olves, Orera, Paracuellos de Jiloca, Ruesca, Sediles, Terrer, Torralba de Ribota, Torrijo de la Cañada, Valtorres, Velilla de Jiloca, Villalba de Perejil, Villalengua, Villarroya de la Sierra, La Vilueña.

## El medio geográfico
La distribución de los viñedos en las proximidades de los ríos hace que se pueda distinguir varias áreas con peculiaridades geográficas propias que se reflejan en los matices de los vinos: 
- Ribera de río Perejiles, en la margen derecha del río Jalón, encajonado entre la sierra cámbrica de Vicor y las calizas y yesos centrales de la cubeta. Los viñedos se encuentran entre los 700 y los 900 metros de altitud, sobre formaciones pedregosas de los conglomerados del Mioceno, calizas, pizarras y glacis.
- Entre los ríos Jiloca y Ortiz de la margen derecha del Jalón, incluyendo las estribaciones montañosas de la sierra de Pardos, con el pico de la Cruz de 1 266 metros como mayor elevación. Los viñedos se sitúan entre 750 y 900 metros de altitud, sobre formaciones de pizarras cámbricas de distintas tonalidades y glacis.
- Ribera norte del río Mesa en la margen derecha del Jalón, con viñedos a más de 750 metros de altitud, sobre formaciones de areno-arcillosas y conglomerados del Mioceno.
- Ribera oeste del río Manubles en la margen izquierda del río Jalón, con viñedos que superan los 750 metros de altitud sobre formaciones pizarrosas del Cámbrico.

- Ribera de río Ribota en la margen izquierda del Jalón, con viñedos entre el pie norte de la sierra de Armantes y las estribaciones de la sierra de la Virgen. Las viñas se encuentran entre los 600 y los 900 metros de altitud, sobre suelos formados a partir de conglomerados, glacis y cuarcitas.

El 75 % de los viñedos de la DO Calatayud se encuentra en unidades litológicas compuestas por materiales sueltos (glacis, cantos, arenas y arcilla, y pizarras). Además, el 80 % de los viñedos se encuentran entre 650 y 900 metros de altitud y algunos incluso superan los 1000 metros.

## El clima
Como parte del territorio del interior peninsular, el clima de la zona está caracterizado por su continentalidad producida por la lejanía a una gran extensión de agua. La temperatura media anual ronda los 13 °C con grandes diferencias entre la noche y el día durante la época de maduración, y con un periodo de heladas variable entre 5 y 7 meses; las heladas primaverales son muy frecuentes en el fondo de los valles cerrados y las viñas que están situadas en posiciones más altas escapan de este aire frío. Temperaturas y precipitaciones varían desde las más cálidas y bajas del fondo de la fosa hasta las más frías a medida que se asciende. 
Según la clasificación climática de Martín Vidé y Olcina (2001), Vicente Gómez Miguel describe el clima de la DO Calatayud como Mediterráneo Continental (variedad Valle del Ebro) que en la España peninsular representa a las dos mesetas y al valle del Ebro. Se caracteriza por tener precipitaciones medias anuales entre 300 y 550 mm, con un régimen pluviométrico estacional con máximos primaverales y otoñales, cuando las borrascas se forman en el Mediterráneo. En estos casos, el viento sopla del sureste y se le denomina «solano», por eso en esta zona se dice que «Con aire del solano agua en la mano. En invierno pero no en verano». 
Efectivamente, en verano el viento del sur es sahariano, seco y produce bochorno. Los periodos en que pasan los frentes del Atlántico y que dejan precipitaciones importantes en el norte peninsular, aquí llegan con poca agua y solo las laderas a barlovento de las montañas más altas pueden recibir algo de humedad cuando el aire asciende y se condensa el agua por las bajas temperaturas de la altitud. Es el conocido fenómeno Foehn. A este viento castellano del oeste se le llama «regañón» y el refranero popular dice que «Con aire regañón ni agua ni sol».

## Variedades de uvas
Cada variedad tiene sus propias particularidades, tanto en la morfología de las plantas como en las necesidades térmicas para madurar, en los componentes de sus frutos, en la resistencia enfermedades, etc. que en función del medio donde se desarrollan tendrá un comportamiento enológico u otro. Por eso, aunque se ha repetido varias veces, los vinos de cada lugar son el resultado de la interacción entre su medio natural, sus variedades, y las técnicas empleadas por los viticultores y bodegueros. 
En el caso de Calatayud las variedades autorizadas son:
Tintas
- Garnacha tinta
- Tempranillo
- Syrah
- Mazuela
- Merlot
- Cabernet Sauvignon
- Bobal
- Monastrell

Blancas
- Macabeo
- Malvasía
- Garnacha blanca
- Chardonnay
- Gewurtraiminer
- Sauvignon blanc

Entre las tintas, la reina es la garnacha que ocupa cerca del 62 % de la superficie vitícola total, seguida de la tempranillo con el 19 % y syrah con el 7%, el resto de variedades tintas son minoritarias (mazuela, merlot, cabernet sauvignon, bobal y monastrell). Las variedades blancas ocupan el 8% de la superficie total, siendo la macabeo con el 7 % la mayoritaria; el 1% restante corresponden a chardonnay y a otras testimoniales.

## Añadas
| Año  | Calificación de la añada |
| ---- | ------------------------ |
| 1990 | Muy buena                |
| 1991 | Buena                    |
| 1992 | Buena                    |
| 1993 | Muy buena                |
| 1994 | Muy buena                |
| 1995 | Buena                    |
| 1996 | Muy buena                |
| 1997 | Regular                  |
| 1998 | Buena                    |
| 1999 | Buena                    |
| 2000 | Muy buena                |
| 2001 | Muy buena                |
| 2002 | Buena                    |
| 2003 | Muy buena                |
| 2004 | Muy buena                |
| 2005 | Excelente                |
| 2006 | Buena                    |
| 2007 | Muy buena                |
| 2008 | Muy buena                |
| 2009 | Muy buena                |
| 2010 | Excelente                |
| 2011 | Excelente                |
| 2012 | Muy buena                |
| 2013 | Muy buena                |
| 2014 | Muy buena                |
| 2015 | Muy buena                |
| 2016 | Muy buena                |
| 2017 | Muy buena                |

## Bodegas
Estas son las 15 bodegas que conforman la Denominación de Origen:
- Bodegas Agustín Cubero, (Calatayud)
- Bodegas Ángel Luis Pablo Uriol (Valdepablo), (Terrer)
- Bodegas Ateca, (Ateca)
- Bodegas Augusta Bílbilis, (Mara)
- Bodegas Breca, (Munébrega)
- Bodega Colás Viticultores, (Alhama de Aragón)
- Bodegas Esteban Castejón, (Ibdes)
- Bodegas Guerrero Sebastián, (Acered)
- Bodegas Langa, (Calatayud)
- Bodegas Niño Jesús, (Aniñón)
- Bodegas San Alejandro, (Miedes de Aragón)
- Bodegas San Gregorio, (Cervera de la Cañada)
- Bodegas San Isidro, (Maluenda)
- Bodegas y Viñedos del Jalón, (Maluenda)
- Bodegas Virgen de la Sierra, (Villarroya de la Sierra)